# Albschäferweg
Der Albschäferweg ist ein rund 159 Kilometer langer Rundwanderweg durch den Landkreis Heidenheim. Start- und Zielpunkt ist Giengen an der Brenz. Er ist in zehn Etappen unterteilt.

## Beschreibung
Der Albschäferweg ist ein Wanderweg in Baden-Württemberg. Er führt von Giengen an der Brenz über Stetten, Anhausen, Gerstetten, Steinheim am Albuch, Zang, Heidenheim an der Brenz, Nattheim, Neresheim, Ballmertshofen und wieder nach Giengen an der Brenz.
Der Weg führt größtenteils durch den Landkreis Heidenheim.
Die Namensgebung kommt von der Wanderschäferei, die in dieser Region immer noch betrieben wird. Wie der Name es vermuten lässt, führt der Weg an Schafhöfen, Heiden und Wiesen vorbei. Auch geologische Geschichte findet man auf dem Weg. So erzählt beispielsweise das Steinheimer Becken entlang eines Meteorkraters viel über die Urgeschichte der Region. Kulturgüter wie das Kloster Neresheim und die Burg Katzenstein sind ebenso beeindruckend wie die Heiden der Region.
Kleinere, aber ebenso informative Rundwanderwege wie der „Geologische Lehrpfad“ oder der „Meteorkrater-Rundwanderweg“ im Steinheimer Becken führen zum Teil über den Albschäferweg.

## Etappen
Nachfolgende Etappenempfehlung wendet sich an geübte und gut trainierte Wanderer.
- Etappe 1: Giengen an der Brenz (Spitalkirche) – Hermaringen – Bergenweiler – Sontheim an der Brenz –  Stetten ob Lontal, Länge: 17 km
- Etappe 2: Stetten ob Lontal – Lontal – Hürben – Anhausen, Länge: 14 km
- Etappe 3: Anhausen – Heldenfingen – Gerstetten, Länge: 19 km
- Etappe 4: Gerstetten – Sontheim im Stubental – Schafhof Steinheim, Länge: 18 km
- Etappe 5: Schafhof Steinheim – Zang, Länge: 16 km
- Etappe 6: Zang – Königsbronn – Itzelberg – Naturfreundehaus in Heidenheim, Länge: 16 km
- Etappe 7: Naturfreundehaus in Heidenheim – Nattheim, Länge: 9 km
- Etappe 8: Nattheim – Fleinheim –  Auernheim – Neresheim, Länge: 14 km
- Etappe 9: Neresheim – Frickingen – Dischingen – Ballmertshofen, Länge: 14 km
- Etappe 10: Ballmertshofen – Zöschingen – Oggenhausen – Giengen an der Brenz Länge: 21 km

## Markierung
Der gesamte Weg ist gut markiert mit gelben Schildern + dem blauen Schäfer oder nur mit dem blauen Schäfer beschildert.

## Förderung
Gefördert wird der Abschäferweg durch die Gemeinschaftsinitiative LEADER, bestehend aus Heidenheimer Brenzregion, Ministerium für Ländlichen Raum und Verbraucherschutz Baden-Württemberg, Europäischer Landwirtschaftsfonds für die Entwicklung des ländlichen Raums (ELER).